# مرجان‌های سخت‌محور
مرجان‌های سخت‌محور (نام علمی: Scleraxonia) نام یک زیرراسته از راسته مرجان نرم است.